# Carta Fundacional de Hamàs
La Carta Fundacional de Hamàs, també coneguda com el Pacte de Hamàs, va ser publicada el 18 d'agost de 1988 a la qual Hamàs va delinear la identitat del moviment, els seus objectius i les seves finalitats.
Al segon article de la carta, datat el 18 de agost de 1988, es va presentar com una branca del moviment internacional dels Germans Musulmans a Palestina i declara que els seus membres siguin musulmans que "temin a Déu i aixequen la bandera de la jihad davant els opressors." La carta afirma que "la nostra lluita contra els sionistes és molt gran i molt greu" i demana l'eventual creació d'un estat islàmic a Palestina, en comptes de la solució dels dos estats d'Israel i Palestins i reclama la dissolució d'Israel. La carta també afirma que Hamàs és humanista i tolerant amb les altres religions mentre no "discuteixin la sobirania de l'Islam a la regió".

## Rellevància de la Carta al segle XXI
El Dr. Ahmed Yousef, assessor de Ismail Haniyeh (principal líder polític de Hamàs), va afirmar que Hamàs havia canviat els seus plantejaments des de la publicació de la Carta el 1988. El 2010 el líder de Hamàs Khaled Meshaal va declarar que la Carta és "un tros de la història i ja no és rellevant, però no es pot canviar per raons internes."

## Contingut
- 'Article 1' descriu Hamàs com un moviment de resistència islàmica amb un programa ideològic islamista.[8]
- 'Article 2' defineix Hamàs com un "moviment universal" i "una de les branques dels Germans Musulmans a Palestina".[9][10][11]
- 'Article 3' consisteix en "musulmans que han donat la seva lleialtat a Al·là".
- 'Article 5' destaca les seves arrels salafistes i les connexions als Germans Musulmans.
- 'Article 6' destaca Hamàs com a exclusivament palestí,[12] i defineix el seu objectiu d'implantar l'islam arreu de Palestina, podent coexistir amb d'altres religions.
- 'Article 7' descriu Hamàs com "una de les baules de la cadena de la lluita contra els invasors sionistes" i vincula el moviment als seguidors de l'heroi religiós i nacionalista Izz ad-Din al-Qassam.
- 'Article 8' recorda el lema: "Al·là és la seva meta, el Profeta és el model, l'Alcorà seva constitució, la gihad és el seu pas i la mort pel bé dels Germans Musulmans i Al·là seva creença més sublim."
- 'Article 9' adapta la visió dels Germans Musulmans a Palestina amb una solució islàmica.
- 'Article 11' defineix Palestina com a sagrada (waqf) per a tots els musulmans de tots els temps i ningú la pot abandonar.
- 'Article 12' afirma que el nacionalisme, des del punt de vista del Moviment de Resistència Islàmic, és part del credo religiós ".
- 'Article 13' afirma que no hi ha una solució negociada possible i defineix la gihad com l'única resposta.
- 'Article 14' afirma que l'alliberament de Palestina és un deure personal de cada palestí.
- 'Article 15' afirma que "El dia que els enemics usurpin part de la terra musulmana, la gihad es convertirà en el deure individual de tot musulmà". Parla de la història de les croades en terres musulmanes i el problema palestí com un problema religiós.
- 'Article 20' anima a la població a passar a l'acció unint les seves forces "com un sol cos" contra "un enemic viciós que actua de manera similar a el nazisme, pel que no hi ha diferenciació entre l'home i la dona, entre nens i ancians".
- 'Article 22' recalca la influència jueva i el seu poder.
- 'Article 28' defineix una conspiració d'Israel, el judaisme i el jueus.
- 'Article 31' descriu Hamàs com "un moviment humanista", que "protegeix els drets humans i es guia per la tolerància islàmica quan es tracta dels seguidors d'altres religions".
- 'Article 32' condemna com conspiradors els "poders imperialistes".[13]

## Antisemitisme
El preàmbul de la carta diu:
Israel existirà i continuarà existint fins que l'Islam el destrueixi, tal com ha esborrat a altres abans.
La carta afirma que els jueus es mereixen l'enemistat i la ira de Déu pel fet que van rebre les escriptures, però van violar els seus textos sagrats, no van creure en els signes d'Al·là, i van matar els profetes:
El Dia del Judici no vindrà fins que els musulmans combatin els jueus, quan el jueu s'amaga darrere de les pedres i els arbres, les pedres i els arbres diran: "Oh musulmans, oh Abdullah, hi ha un jueu darrere meu, vine i mata'l. Només l'arbre Gharkad no faria això, perquè és un dels arbres dels Jueus.
El document també cita els textos religiosos islàmics per justificar l'assassinat de jueus, sense distinció de si estan a Israel o d'altres llocs.